# Orphanage
Orphanage (česky Sirotčinec) byla nizozemská metalová kapela založená v roce 1993 ve městě Utrecht. Hrála muziku na způsob melodic death metalu a gothic metalu. Zpěv byl často smíšený, hluboké deathmetalové chrochtání doprovázel ženský vokál.
Debutní studiové album Oblivion vyšlo v roce 1995.
Kapela se rozpadla v říjnu 2005. Celkem vydala čtyři dlouhohrající alba.

## Diskografie

### Dema
- Morph (1993)
- Druid (1994)

### Studiová alba
- Oblivion (1995)[2][1]
- By Time Alone (1996)[1]
- Inside (2000)
- Driven (2004)

### EP a singly
- At the Mountains of Madness (singl 1997)
- The Sign Tour EP (EP 2003)